# Ялле, Мидо
Мидо Кингу Накухо Ялле (фр. Mydo Kingu Nakouho Yallet; род. 26 декабря 1997, Киншаса) — конголезский футболист, защитник клуба «Нафтан».

## Карьера

### Начало карьеры
В июле 2016 года футболист стал игроком эсватинийского клуба «Мбабане Свалоуз». Вместе с клубом футболист в мае 2017 года отправился на матчи Кубка Конфедерации КАФ. Первый матч на турнире футболист сыграл 13 мая 2017 года против тунисского клуба «Сфаксьен», выйдя на замену на 94 минуте. В составе клуба футболист становился двукратным победителем и серебряным призёром эсватинийского чемпионата. В июле 2020 года футболист перешёл в конголезский клуб «Блессинг». Затем футболист через сезон перешёл в конголезский клуб «Вита», а в начале 2023 года стал игроком конголезского клуба «Мотема Пембе». В составе последнего футболист отличился 2 забитыми голами в рамках Кубка Конфедерации КАФ. В конце 2023 года футболист покинул конголезский клуб.

### «Нафтан»
В январе 2024 года футболист прибыл на просмотр в минское «Динамо». Однако футболист не подошёл минскому клубу и вскоре отправился в распоряжение новополоцкого «Нафтана». В марте 2024 года футболист официально присоединился к новополоцкому клубу. В начале апреля 2024 года стало известно, что футболист покинул распоряжения новополоцкого клуба. Однако в скором времени футболист вернулся с уже подписанным контрактом в новополоцкий клуб , который не мог зарегистрировать игрока из-за отсутствия трансферного сертификата. Дебютировал за клуб футболист 14 апреля 2024 года в матче против «Сморгони», выйдя на замену в начале второго тайма. Дебютным забитым голом за клуб футболист отличился 18 мая 2024 года в матче против могилёвского «Днепра». По итогу сезона футболист вместе с клубом завершил чемпионат в зоне стыковых матчей за сохранение прописки, где победили долбизновскую «Ниву».
В начале 2025 года футболист вместе с новополоцким клубом начал подготовку к новому сезону. Первый матч в новом сезоне футболист сыграл 13 марта 2025 года в матче против столичного «Минска», выйдя на поле в стартовом составе. Первым в сезоне забитым голом за клуб футболист отличился 26 апреля 2025 года в матче против «Сморгони», также отличившись и голевой передачей.

## Достижения
«Мбабане Свалоуз»
- Чемпион Эсватини (2): 2016/17, 2017/18